# Provence

Khu vực hiện đại của Provence-Alpes-Côte d'Azur

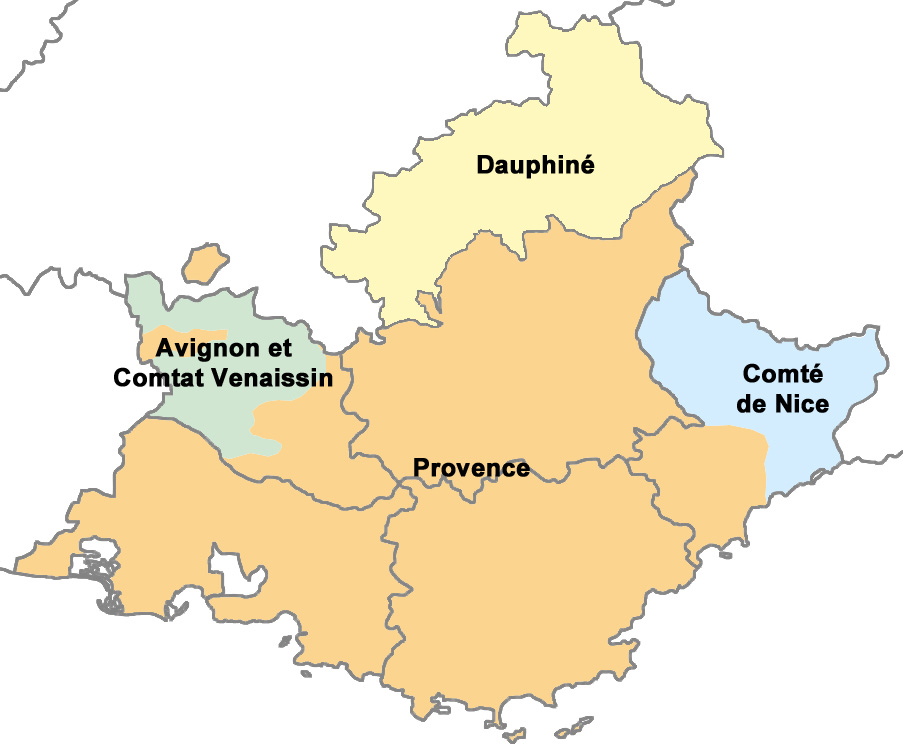
Vùng lịch sử của Provence (màu cam) trong khu vực hiện đại của Provence-Alpes-Côte d'Azur ở phía đông nam nước Pháp.

Provence là một vùng nằm ở đông nam nước Pháp, bên bờ biển Địa Trung Hải và gần với Ý. Nó là một phần của vùng hành chính Provence-Alpes-Côte d'Azur. Vùng Provence theo truyền thống bao gồm các tỉnh Var, Vaucluse, Bouches-du-Rhône, Alpes-de-Haute-Provence, Alpes-Maritimes và một phần của Hautes-Alpes. Với vị trí bên bờ biển Địa Trung Hải, có thể thấy trong vùng Provence nhiều thành phố du lịch nổi tiếng như: Nice, Cannes, Aix-en-Provence, Marseille.,...

## Hình ảnh

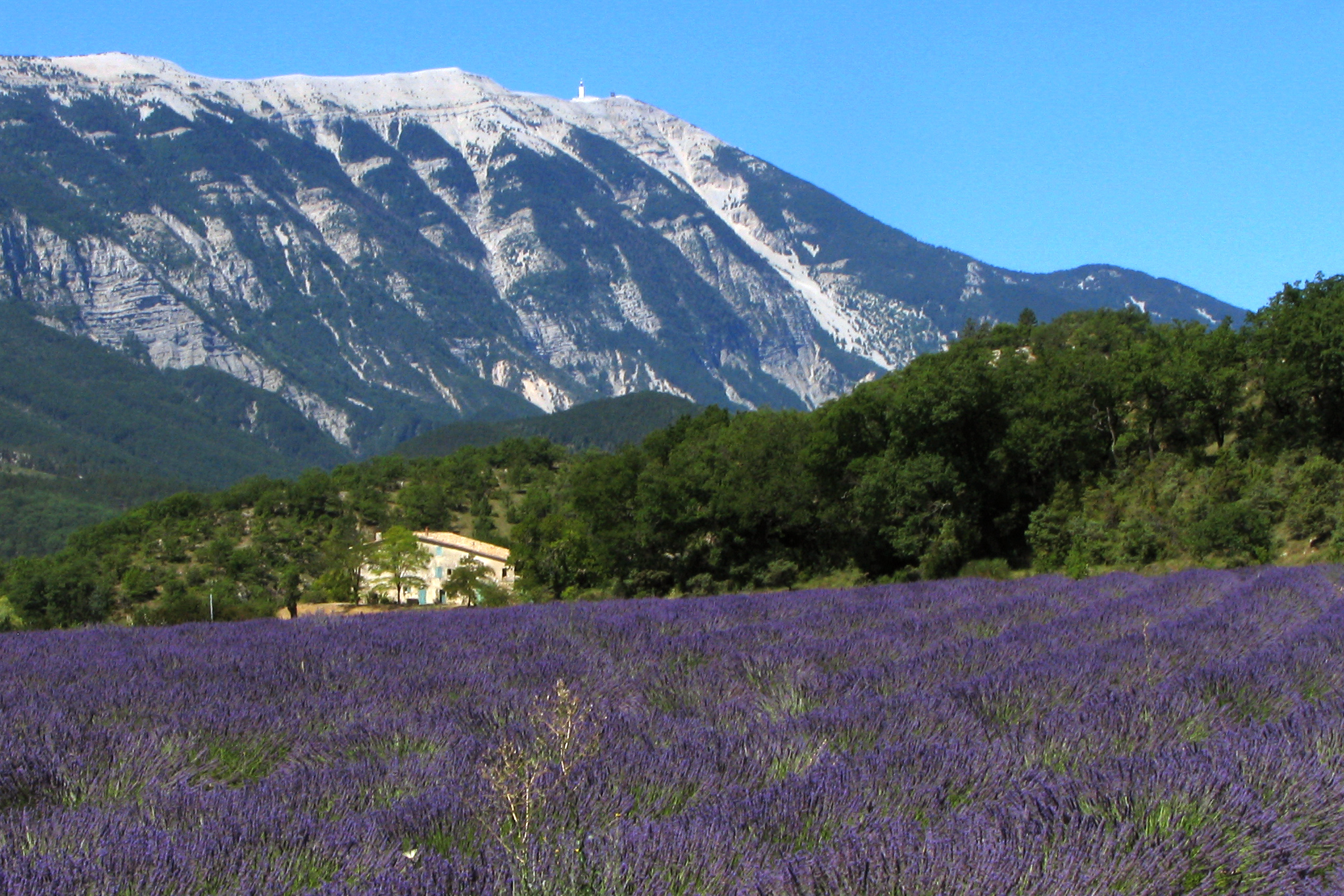
Mont Ventoux và cánh đồng oải hương
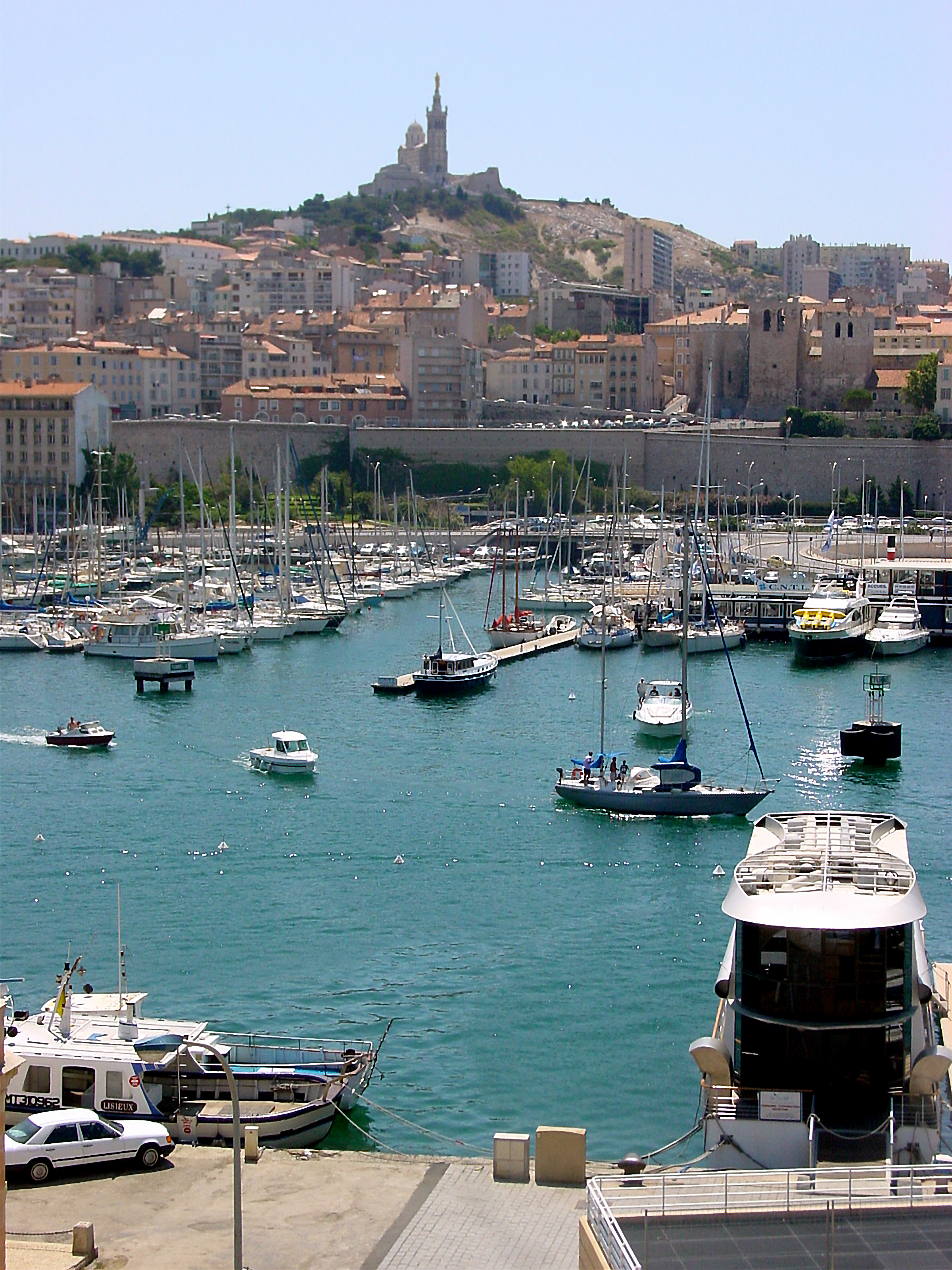
Bến cảng cũ của  Marseille.
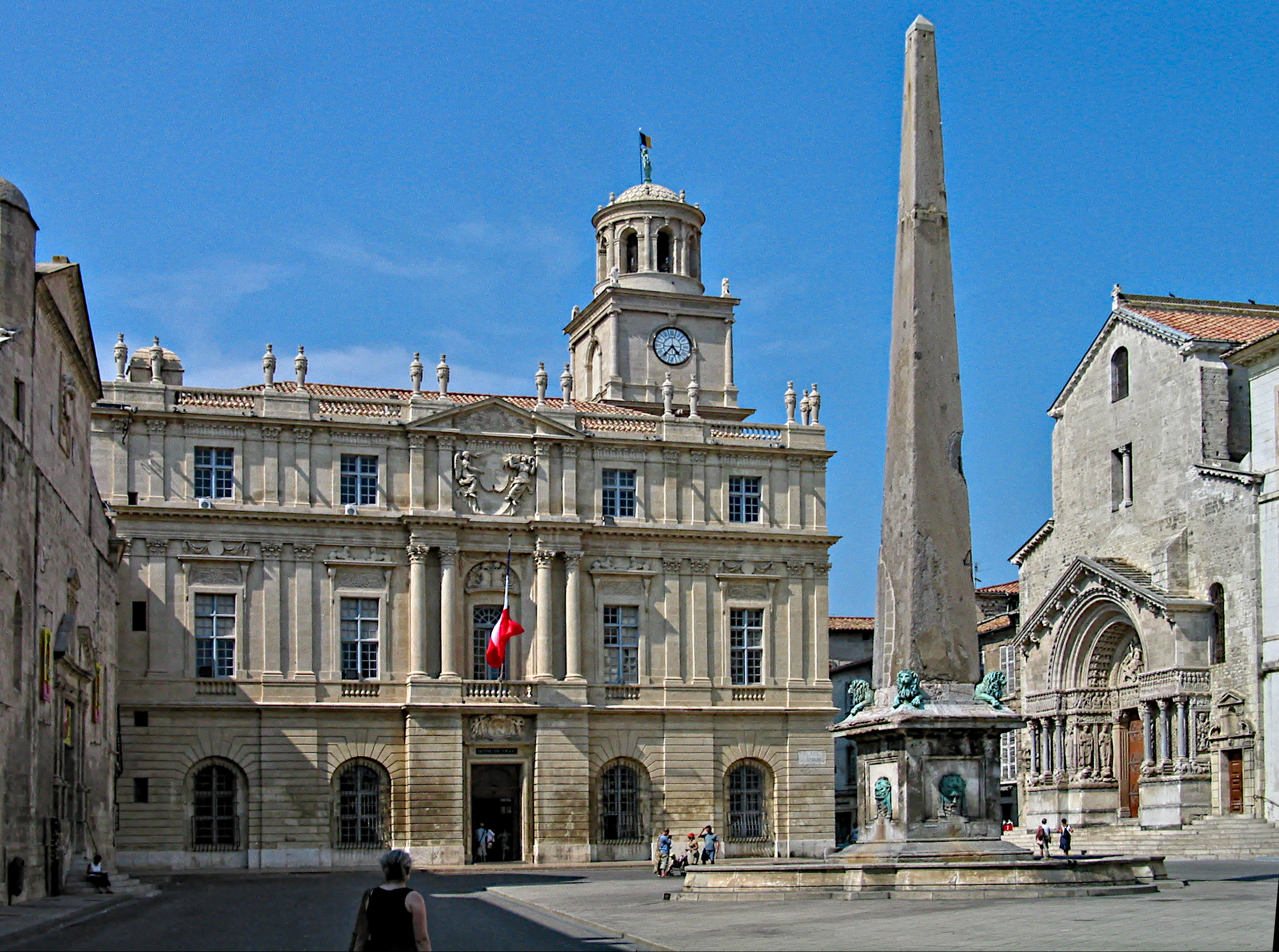
Công trường Cộng hòa  (Republique) ở Arles
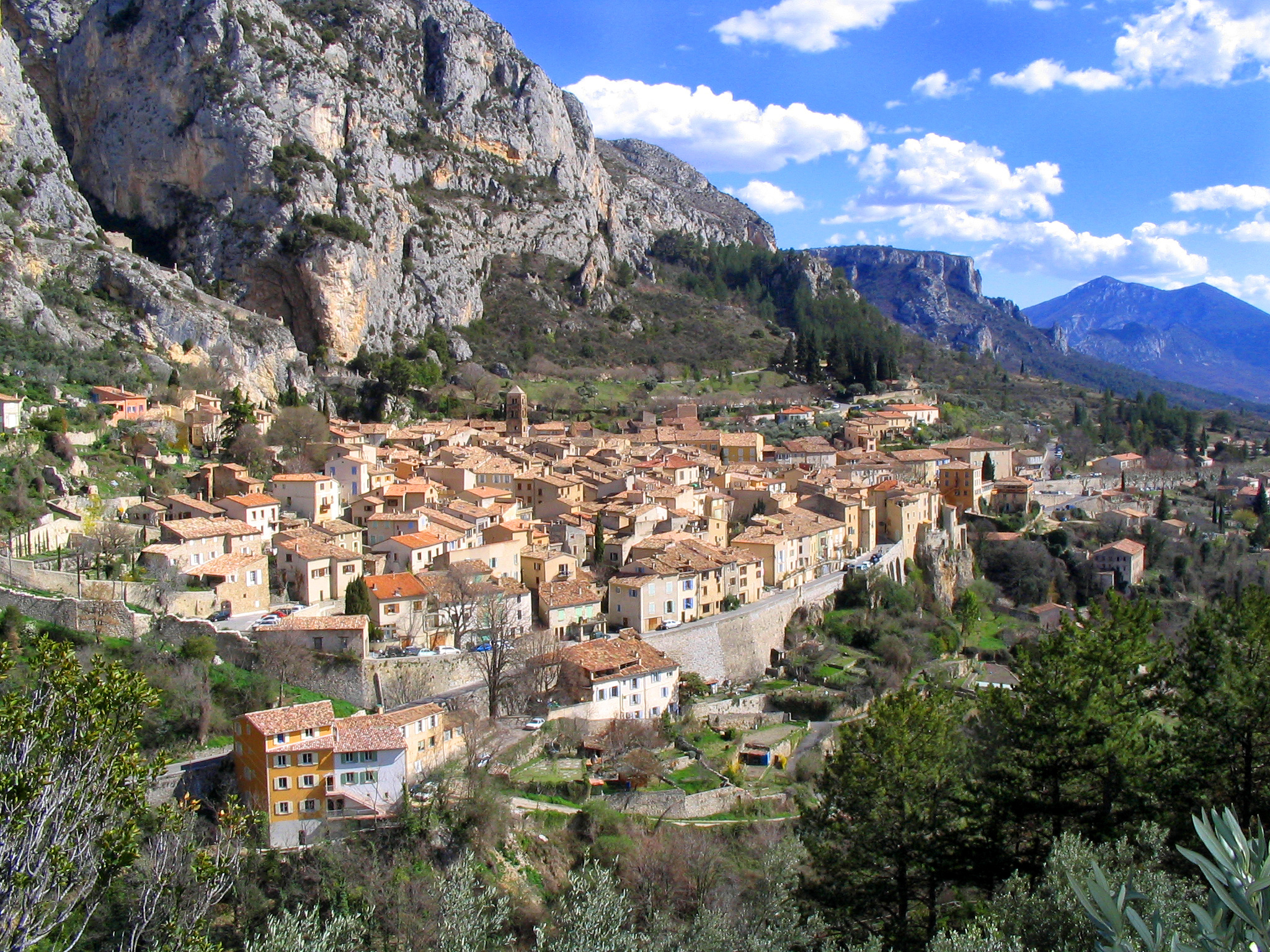
Moustiers-Sainte-Marie
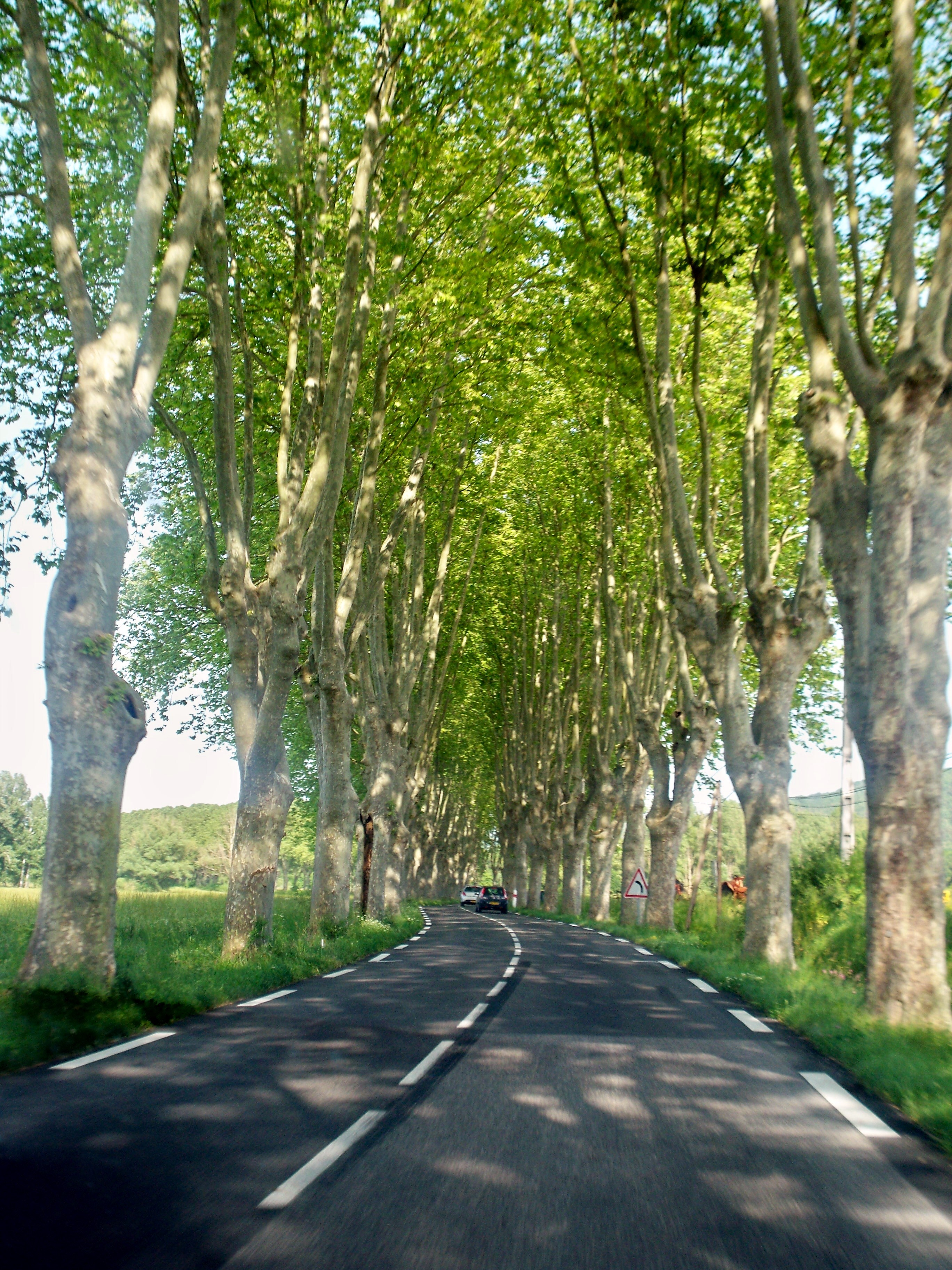
Con đường làng với cây Platanus
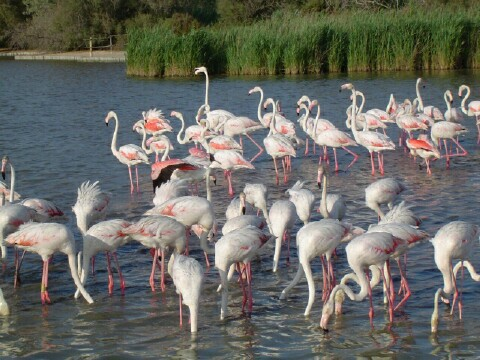
Hồng hạc lớn ở Camargue
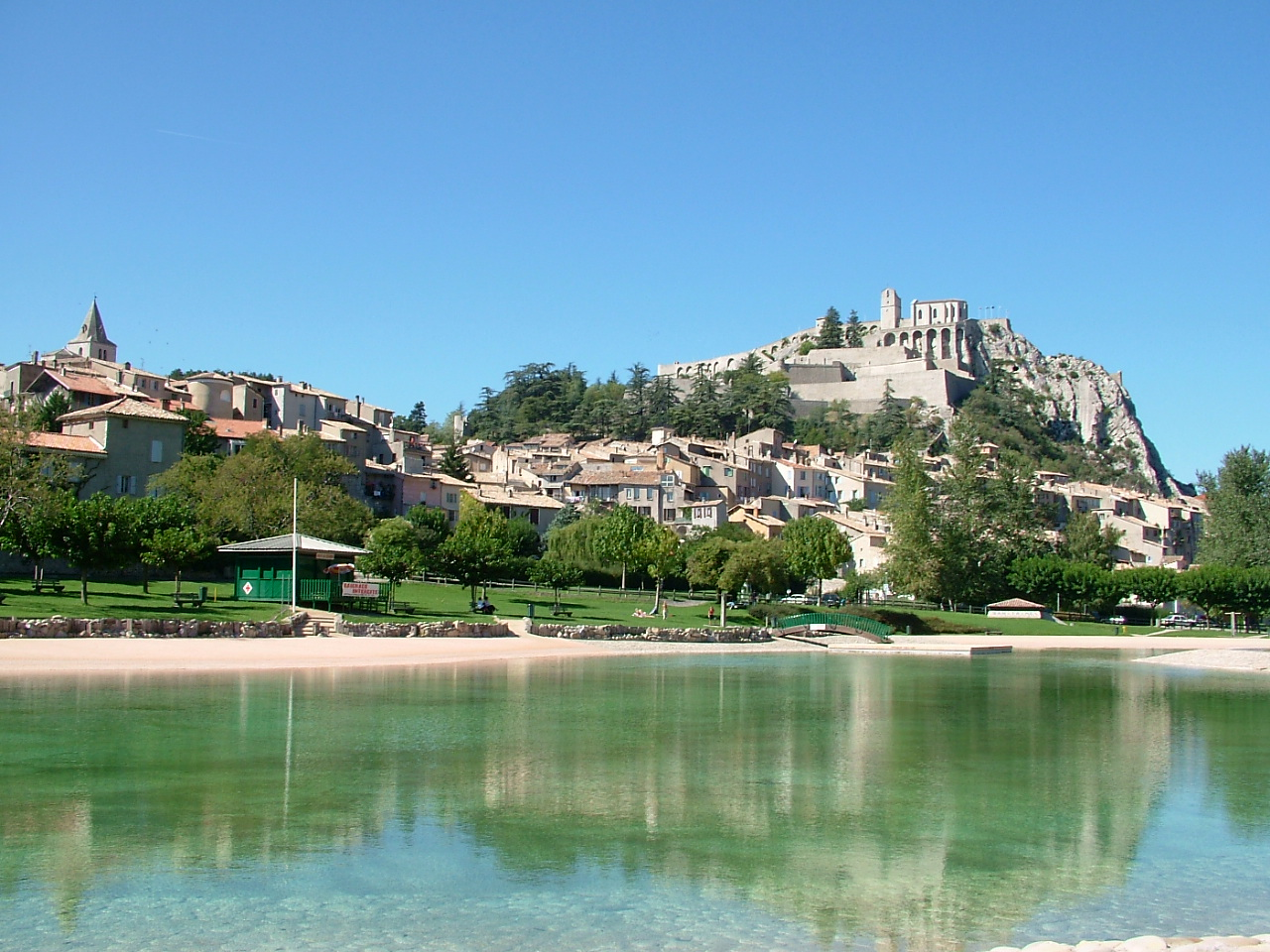
Sisteron
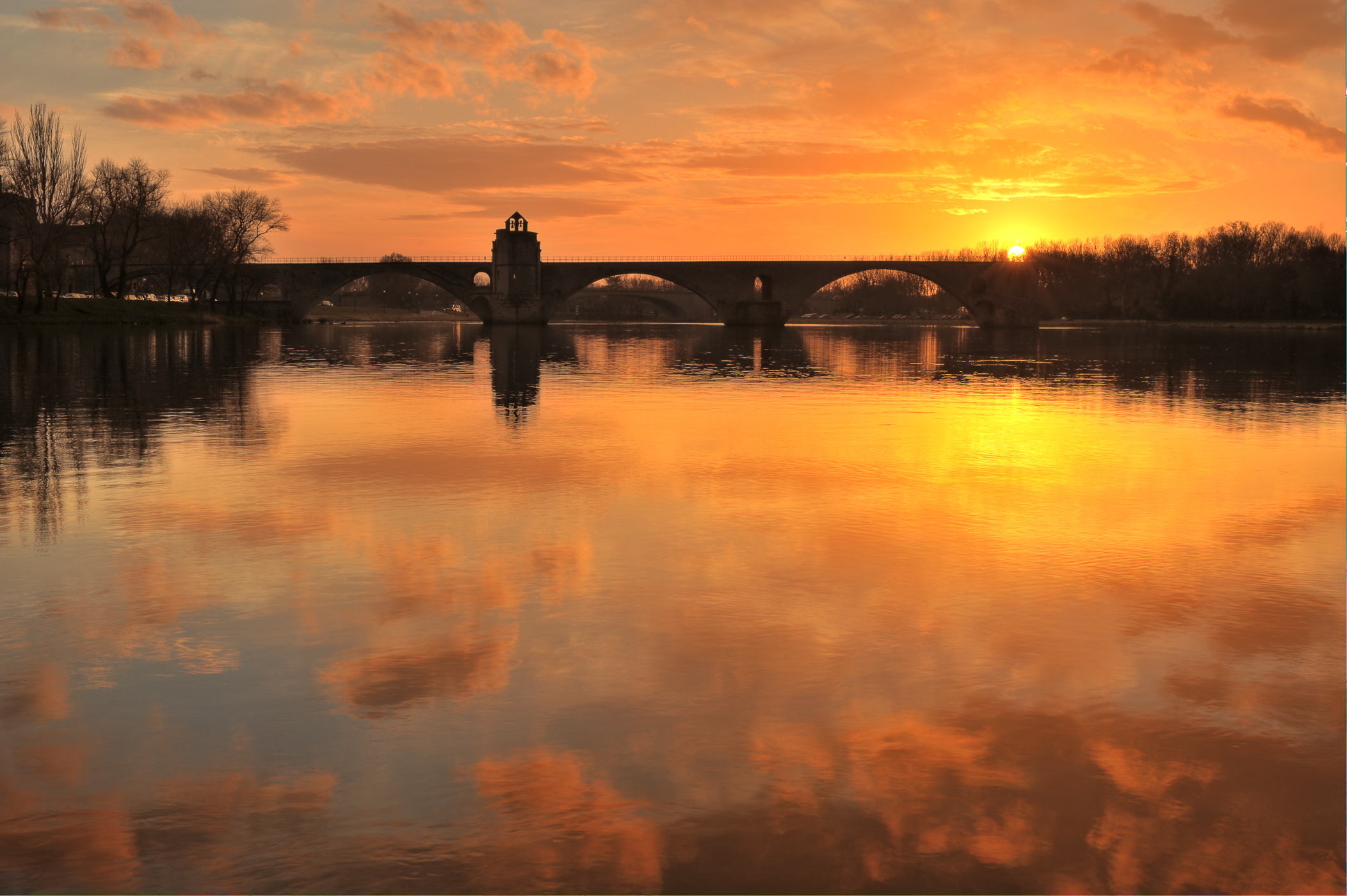
Pont Saint-Bénézet lúc hoàng hôn
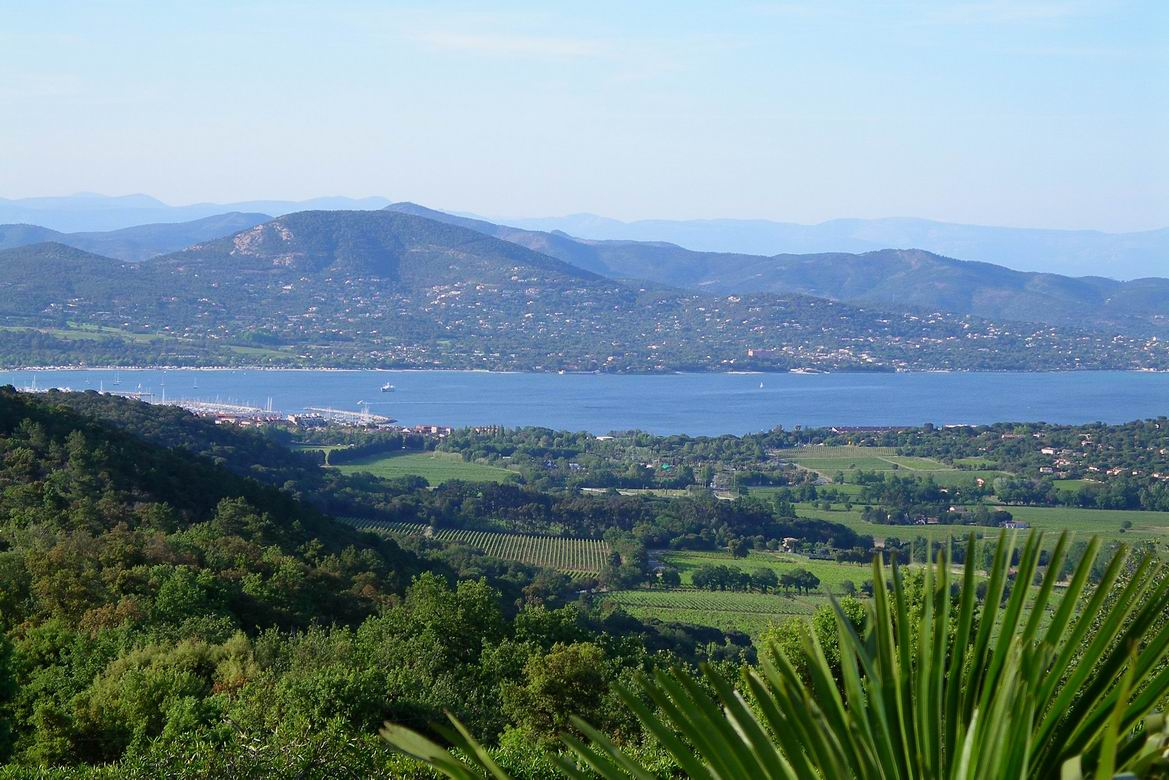
Saint Tropez
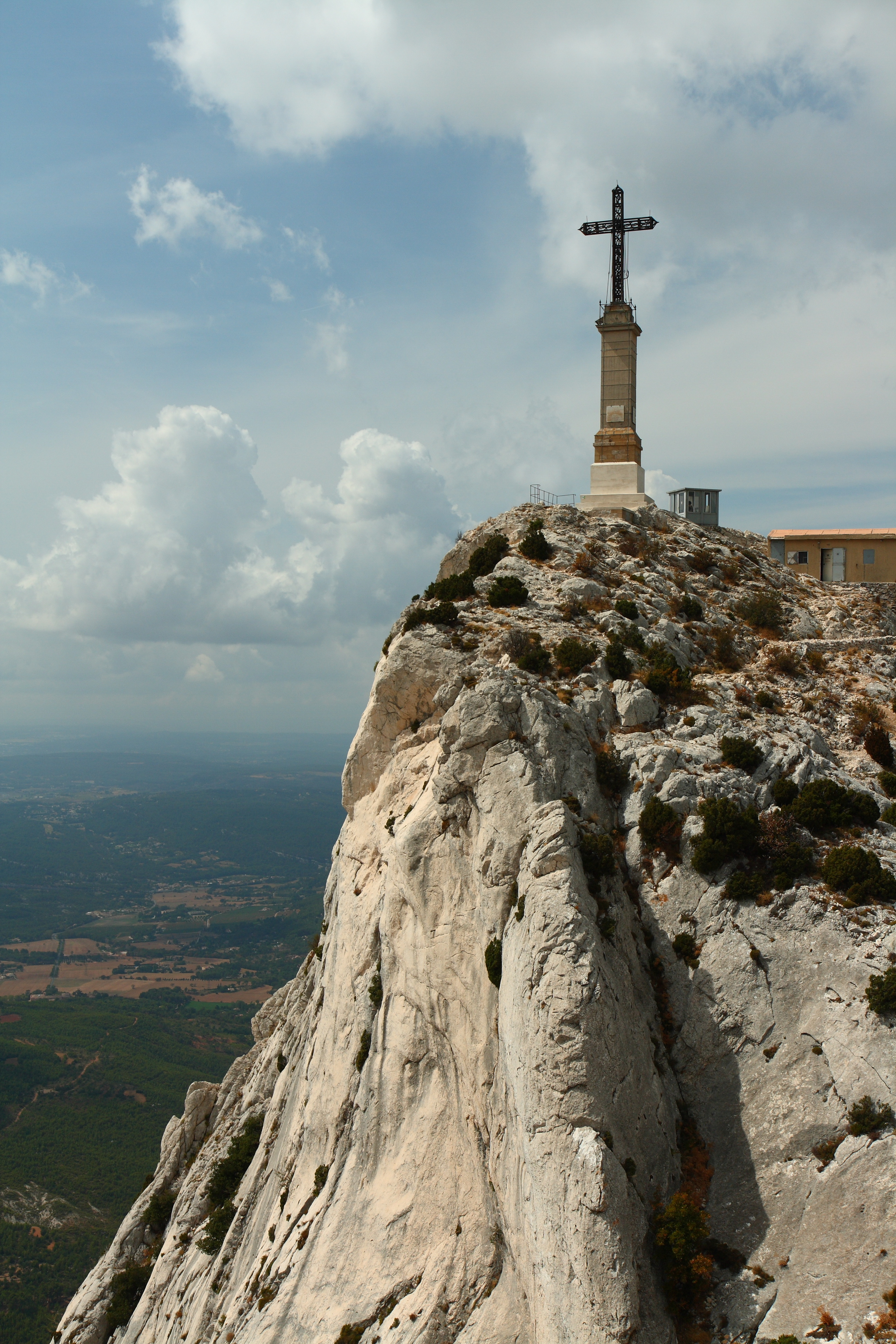
Núi Mount Sainte-Victoire
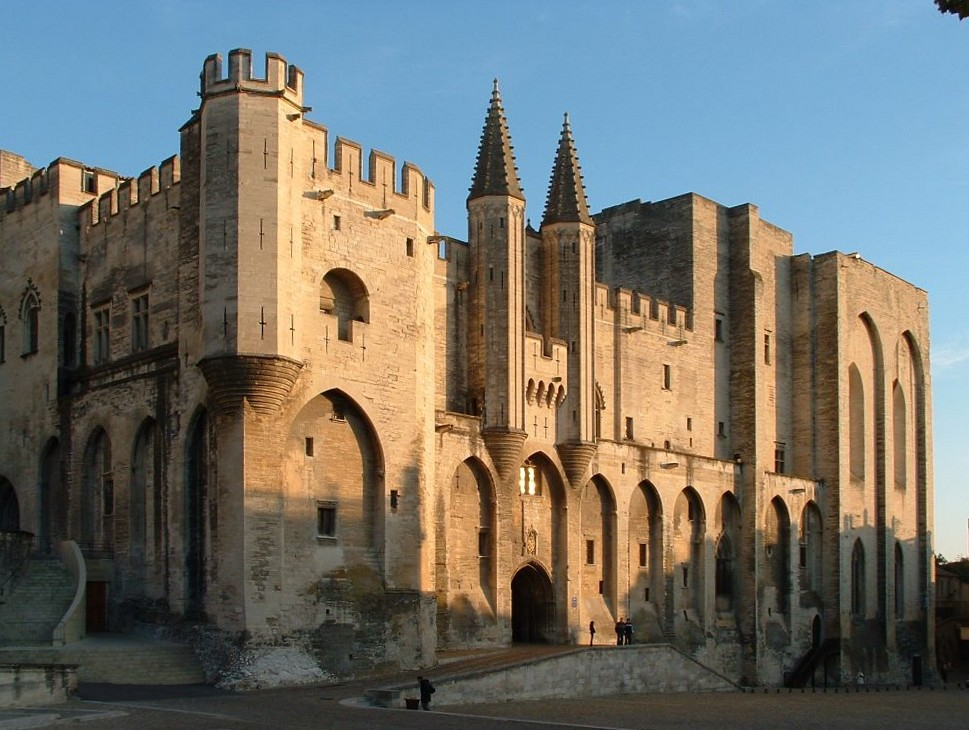
Cung điện của Giáo hoàng ở Avignon